# Фёдоров, Геннадий Михайлович
Генна́дий Миха́йлович Фёдоров (16 декабря 1949 — 11 февраля 2024) — советский и российский учёный в сфере экономической, социальной и политической географии, заслуженный деятель науки Российской Федерации. Директор Института региональных исследований Балтийского федерального университета имени И. Канта (с 2019), председатель Калининградского областного отделения Русского географического общества (с 2016), вице-президент Ассоциации российских географов-обществоведов (с 2016). Доктор географических наук, профессор.
В 1994—1998 годах — ректор Калининградского государственного университета, в 2013—2019 годах — директор Института природопользования, территориального развития и градостроительства Балтийского федерального университета имени И. Канта.

## Биография
В 1972 году окончил географический факультет Ленинградского государственного университета по специальности «Географ» с присвоением квалификации «экономико-географа» (ученик профессора Н. Т. Агафонова). В 1975 году окончил аспирантуру Ленинградского государственного университета. В 1977 году защитил кандидатскую, в 1987 году — докторскую диссертацию.
С 1972 года работает в Калининградском государственном университете: ассистент, старший преподаватель, доцент, заведующий кафедрой социально-экономической географии и геополитики (1982—2012), ректор университета (1994—1998), проректор по научной работе (1990—1994, 2003—2013).
С 2011 года — председатель Калининградского регионального отделения Ассоциации российских географов-обществоведов. С 2016 года — вице-президент Ассоциации российских географов-обществоведов по общественно-географическому образованию и издательской деятельности.
С февраля 2013 по 2019 годы — директор Института природопользования, территориального развития и градостроительства Балтийского федерального университета имени И. Канта (создан путём объединения факультета географии и геоэкологии КГУ, Калининградского градостроительного колледжа и отделения дизайна).
С 18 марта 2016 года — председатель Калининградского областного отделения Русского географического общества.
С ноября 2019 года — директор Института региональных исследований Балтийского федерального университета им. И. Канта.
Член Совета по стратегическому планированию и Научно-технического Совета при губернаторе Калининградской области, председатель общественных советов при Калининградской областной Думе и Калининградстате.
Соредактор научного журнала «Балтийский регион», издаваемого БФУ им. И. Канта совместно с Санкт-Петербургским университетом.
Умер 11 февраля 2024 года.

## Научная деятельность
Основные направления исследований — трансграничное сотрудничество, регионоведение, территориальное планирование,
геополитика. Разработал научную концепцию геодемографической обстановки.
Член Учёного совета Русского географического общества, диссертационных советов при СПбГУ и БФУ им. И. Канта.
Автор свыше 440 научных трудов, в том числе монографий и учебных пособий. Подготовил 20 докторов и кандидатов наук.

### Избранные труды
Источник — электронные каталоги РНБ
- Дедков В. П., Фёдоров Г. М. Пространственное, территориальное и ландшафтное планирование в Калининградской области. — Калининград : Изд-во Рос. гос. ун-та, 2006. — 185 с.
- Клемешев А. П., Фёдоров Г. М. Калининградский социум: по результатам социологических обследований 2001—2004 гг. — Калининград : Изд-во КГУ Балтийский межрегиональный институт общественных наук, 2004. — 47 с. — (Регион сотрудничества : научные доклады; вып. 6(31); Россия и Европа: прошлое, настоящее, будущее; Межрегиональные исследования в общественных науках).
- Клемешев А. П., Фёдоров Г. М. От изолированного эксклава — к «коридору развития» : альтернативы российского эксклава на Балтике. — Калининград : Изд-во Калинингр. гос. ун-та, 2004. — 250 с. — (Межрегиональные исследования в общественных науках : МИОН).
- Фёдоров Г. М. Геодемографическая обстановка : Теорет. и метод. основы / Под ред. Н. Т. Агафонова. — Л. : Наука, 1984. — 112 с.
- Фёдоров Г. М. Геодемографическая типология / Под ред. Н. Т. Агафонова. — Л. : Изд-во ЛГУ, 1985. — 152 с.
- Фёдоров Г. М. Научные основы концепции геодемографической обстановки : Автореф. дис. … д-ра геогр. наук. — Л., 1987. — 32 с.
- Фёдоров Г. М. У карты Калининградской области. — Калининград : Кн. изд-во, 1986. — 191 с.
- Фёдоров Г. М. Экономико-демографическая обстановка в сельской местности: проблемы и методы изучения. (На примере Калинингр. обл.) : Автореф. дис. … канд. геогр. наук. — Л., 1977. — 26 с.
- Фёдоров Г. М., Волошенко К. Ю. Регион сотрудничества: Науч. докл. 2007, вып. 1 (50) : Анализ и прогнозирование рынка труда Калининградской области. — 2007. — 161 с.
- Фёдоров Г. М., Зверев Ю. М., Корнеевец В. С. Россия на Балтике: 1990—2007 годы. — Калининград : Изд-во РГУ, 2008. — 223 с. — (Межрегиональные исследования в обществ. науках : МИОН).
- Фёдоров Г. М., Корнеевец В. С. Балтийский регион: социально-экономическое развитие и сотрудничество. — Калининград : Янтар. сказ, 1999. — 207 с.
- Фёдоров Г. М., Корнеевец В. С. Экономическое развитие стран Балтийского региона в 1990—2007 годах. — Калининград : Изд-во РГУ, 2008. — 91 с. — (Межрегиональные исследования в общественных науках : МИОН)
- Хлопецкий А., Фёдоров Г. Калининградская область: регион сотрудничества. — Калининград : Янтар. сказ, 2000. — 730 с.

учебные пособия
- Клемешов А. П., Фёдоров Г. М., Зверев Ю. М. История Западной России. Калининградская область: история края 1991—2006 годы политическое и социально-экономическое развитие региона : учеб. пос. для учителей общеобразовательных школ. — Калининград : Изд-во Рос. гос. ун-та, 2006. — 120 с.
- Орленок В. В., Фёдоров Г. М. Региональная география России. Калининградская область : учеб. пособие для студентов, обучающихся по географическим специальностям. — Калининград : Изд-во Рос. гос. ун-та им. И. Канта, 2005. — 259 с.
- Фёдоров Г. М. Основы геодемографии : Учеб. пособие. — Калининград : КГУ, 1983. — 55 с.
- Фёдоров Г. М. Социально-экономическая география региона : Учеб. пособие. — Калининград : КГУ, 1982. — 79 с.
- Фёдоров Г. М. Социально-экономическое развитие Калининградской области : учебное пособие. — Калининград : Изд-во Рос. гос. ун-та, 2007. — 141 с. — (Учебное пособие; Учебно-методический комплекс)
- Фёдоров Г. М., Зверев Ю. М. Социально-экономическая география Калининградской области : Учеб. пособие. — Калининград : КГУ, 1997. — 106 с.
- Фёдоров Г. М., Корнеевец В. С. Социально-экономическая география Балтийского региона : Учеб. пособие. — Калининград : Калинингр. гос. ун-т, 1999. — 158 с.

для школьников
- Клемешев А. П., Костяшов Ю. В., Фёдоров Г. М. История западной России. Калининградская область : учебное пособие для школьников. 10-11 классы. — М.: ОЛМА Медиа Групп: Рос. гос. ун-т, 2007. — 351 с.
- Фёдоров Г. М. Знаете ли вы Калининградскую область? [Для сред. и ст. шк. возраста]. — Калининград : Кн. изд-во, 1982. — 159 с.
  -  — [2-е изд., доп.]. — Калининград : Изд-во Рос. гос. ун-та, 2006. — 252 с.
  -  — [3-е изд., доп.]. — Калининград : Изд-во Рос. гос. ун-та, 2009. — 204 с.

## Награды
- Заслуженный деятель науки Российской Федерации (1997)